# Venya D'rkin
 (avril 2019).
Si vous disposez d'ouvrages ou d'articles de référence ou si vous connaissez des sites web de qualité traitant du thème abordé ici, merci de compléter l'article en donnant les références utiles à sa vérifiabilité et en les liant à la section « Notes et références ».
Venya D'rkin (en russe : Веня Д’ркин ; né Alexander Litvinov le 11 juin 1970 à Dolzhansky dans l'oblast de Louhansk, et décédé le 21 août 1999 à Korolev en Russie) est un poète, musicien, peintre et écrivain de contes en langue russe, dans la tradition des bardes.
Il écrivit environ 300 chansons. Comme toujours[Interprétation personnelle ?] dans le genre traditionnel barde, les chansons sont caractérisées par une recherche au niveau du texte, d'un point de vue imaginatif et, dans une moindre mesure, sur l'importance mélodique.